# Finland op het Eurovisiesongfestival 2000
Finland nam in 2000 deel aan het Eurovisiesongfestival in Stockholm, Zweden. Het was de 36ste deelname van het land op het festival. Het land werd vertegenwoordigd door Nina Åström met het lied "A Little Bit".

## Selectieprocedure
De finale werd gehouden in het Hotel Lord in Helsinki en werd gepresenteerd door Jani Juntenen and Silvia Modig.
Eerst was er een halve finale met 12 artiesten, die enkel werd uitgezonden op de radio.
De top 6 ging door naar de finale.
De winnaar werd aangeduid door een expertjury en televoting.
| Volgorde | Artiest       | Lied              | Punten | Plaats |
| -------- | ------------- | ----------------- | ------ | ------ |
| 1        | Anna Eriksson | "Oot voimani mun" | 87     | 2      |
| 2        | The Reseptors | "Flower Child"    | 25     | 6      |
| 3        | Sisterhood    | "Ordinary Life"   | 70     | 4      |
| 4        | Nightwish     | "Sleepwalker"     | 78     | 3      |
| 5        | Nylon Beat    | "Viha ja rakkaus" | 69     | 5      |
| 6        | Nina Åström   | "A Little Bit"    | 91     | 1      |

## In Stockholm
Op het Eurovisiesongfestival zelf trad Finland als 20ste van 25 deelnemers aan, na Macedonië en voor Letland. Aan het einde van de puntentelling stond Finland op een gedeelde 18de plaats met 18 punten.
België gaf geen punten aan deze inzending en Nederland 5 punten.

### Gekregen punten
| 12 punten   | 10 punten  | 8 punten | 7 punten  | 6 punten |
| ----------- | ---------- | -------- | --------- | -------- |
|             |            |          | - Estland |          |
| 5 punten    | 4 punten   | 3 punten | 2 punten  | 1 punt   |
| - Nederland | - Roemenië |          | - Zweden  |          |

### Punten gegeven door Finland
Punten gegeven in de finale:
| 12 punten | Letland    |
| 10 punten | Denemarken |
| 8 punten  | Estland    |
| 7 punten  | Zweden     |
| 6 punten  | Kroatië    |
| 5 punten  | Rusland    |
| 4 punten  | Turkije    |
| 3 punten  | Oostenrijk |
| 2 punten  | Duitsland  |
| 1 punt    | Ierland    |

1961 · 1962 · 1963 · 1964 · 1965 · 1966 · 1967 · 1968 · 1969 · 1970 · 1971 · 1972 · 1973 · 1974 · 1975 · 1976 · 1977 · 1978 · 1979 · 1980 · 1981 · 1982 · 1983 · 1984 · 1985 · 1986 · 1987 · 1988 · 1989 · 1990 · 1991 · 1992 · 1993 · 1994 · 1995 · 1996 · 1997 · 1998 · 1999 · 2000 · 2001 · 2002 · 2003 · 2004 · 2005 · 2006 · 2007 · 2008 · 2009 · 2010 · 2011 · 2012 · 2013 · 2014 · 2015 · 2016 · 2017 · 2018 · 2019 · 2020 · 2021 · 2022 · 2023 · 2024 · 2025